# Queimadas (kommun i Brasilien, Bahia, lat -10,96, long -39,72)
Queimadas är en kommun i Brasilien.   Den ligger i delstaten Bahia, i den östra delen av landet, 1 000 km nordost om huvudstaden Brasília. Antalet invånare är 24 583.
Följande samhällen finns i Queimadas:
- Queimadas

Trakten runt Queimadas består i huvudsak av gräsmarker. Runt Queimadas är det glesbefolkat, med 11 invånare per kvadratkilometer.